# Gare de Lizy-sur-Ourcq
La gare de Lizy-sur-Ourcq est une gare ferroviaire française de la ligne de Trilport à Bazoches située sur le territoire de la commune de Lizy-sur-Ourcq, dans le département de Seine-et-Marne en région Île-de-France.
Elle est mise en service en 1894 par la compagnie des chemins de fer de l'Est.
C'est une gare voyageurs de la Société nationale des chemins de fer français (SNCF), desservie par les trains de la ligne P du Transilien.

## Situation ferroviaire
Établie à 56 mètres d'altitude, la gare de Lizy-sur-Ourcq, est située au point kilométrique (PK) 59,852 de la ligne de Trilport à Bazoches, entre les gares d'Isles - Armentières - Congis et de Crouy-sur-Ourcq.

## Histoire
La station de Lizy-sur-Ourcq est mise en service le 1er juin 1894, par la Compagnie des chemins de fer de l'Est, lorsqu'elle ouvre à l'exploitation la section de Trilport à La Ferté-Milon,.

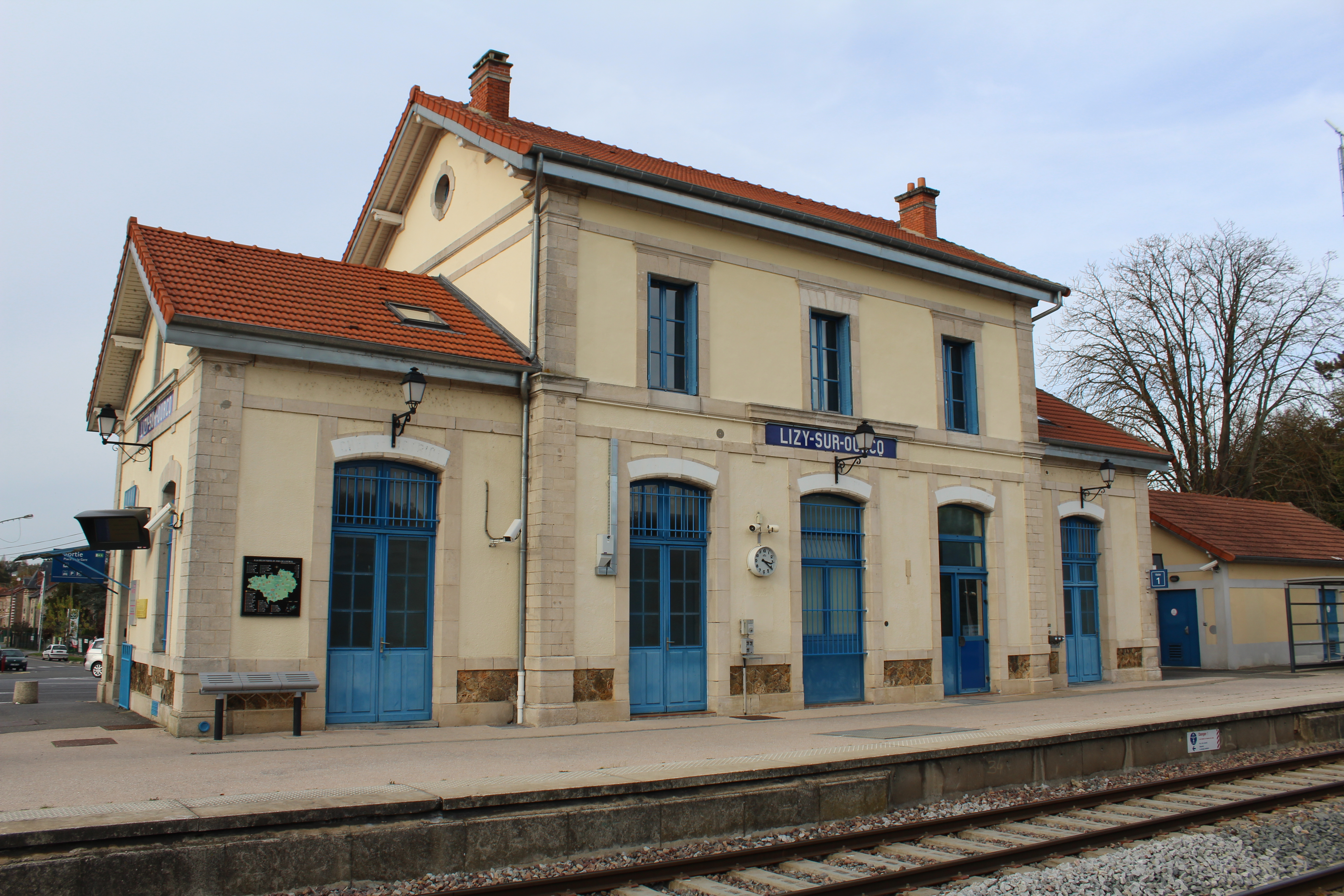
Le bâtiment ouvert en 1894.

Lizy-sur-Ourcq, petite commune agricole avec néanmoins quelques usines, a droit à une gare comprenant un bâtiment voyageurs selon le modèle-type C tardif de la compagnie, avec un corps central à un étage et deux petites ailes. Cet ensemble permet d'avoir cinq portes donnant sur le quai, chacune permettant d'accéder à une salle ayant une fonction bien définie. Deux salles sont directement accessibles par les voyageurs : la salle d'attente pour les voyageurs des première et deuxième classes, une autre pour ceux de troisième classe. Les trois autres salles sont affectées au bureau du chef de gare, aux bagages et aux messageries. À l'extérieur, un petit pavillon abrite les toilettes pour les hommes.
Elle diffère des bâtiments de type C ancien qui ont une disposition interne proche mais dont le corps central est plus petit et dispose d'une toiture munie de grands pignons.
En 1899, la gare est desservie chaque jour par neuf trains aller-retour, entre Paris et Lizy-sur-Ourcq, la durée du trajet étant d'environ une heure trente pour un prix s'échelonnant de 6,70 fr en première classe à 2,95 fr en troisième classe.
Au début de la Première Guerre mondiale lors de la retraite de la bataille des Frontières, peu avant la première bataille de la Marne, le Génie de l'armée française fait sauter le pont de Mary-sur-Marne. Après la victoire, il faut établir une ligne provisoire de Lizy à Changis pour rétablir le raccordement avec la ligne de Paris à Strasbourg qui permet aux trains de rejoindre Paris.

## Fréquentation
De 2015 à 2022, selon les estimations de la SNCF, la fréquentation annuelle de la gare s'élève aux nombres indiqués dans le tableau ci-dessous.
| Année     | 2015    | 2016    | 2017    | 2018    | 2019   | 2020    | 2021    | 2022    |
| --------- | ------- | ------- | ------- | ------- | ------ | ------- | ------- | ------- |
| Voyageurs | 329 876 | 344 061 | 356 523 | 362 132 | 370060 | 176 418 | 319 296 | 307 473 |

## Service des voyageurs

### Accueil
Gare SNCF Transilien, elle dispose d'un bâtiment voyageurs, avec guichet, ouvert du lundi au vendredi et fermé les samedis, dimanches et jours fériés. Elle est équipée d'automates pour l'achat de titres de transport Transilien.
Un souterrain permet la traversée des voies et le passage d'un quai à l'autre.

### Desserte
Lizy-sur-Ourcq est desservie par les trains de la ligne P du Transilien du réseau Paris-Est.

### Intermodalité
Un parc pour les vélos et un parking y sont aménagés.
La gare est desservie par les lignes R, 10, 40, 41, 42, 52, 53, 54 et 61 du réseau de bus Meaux et Ourcq et par la ligne 67 du réseau de bus Brie et 2 Morin et par les services de transport à la demande « TàD Ourcq Ouest » et « TàD Ourcq Est ».

Installations de la gare
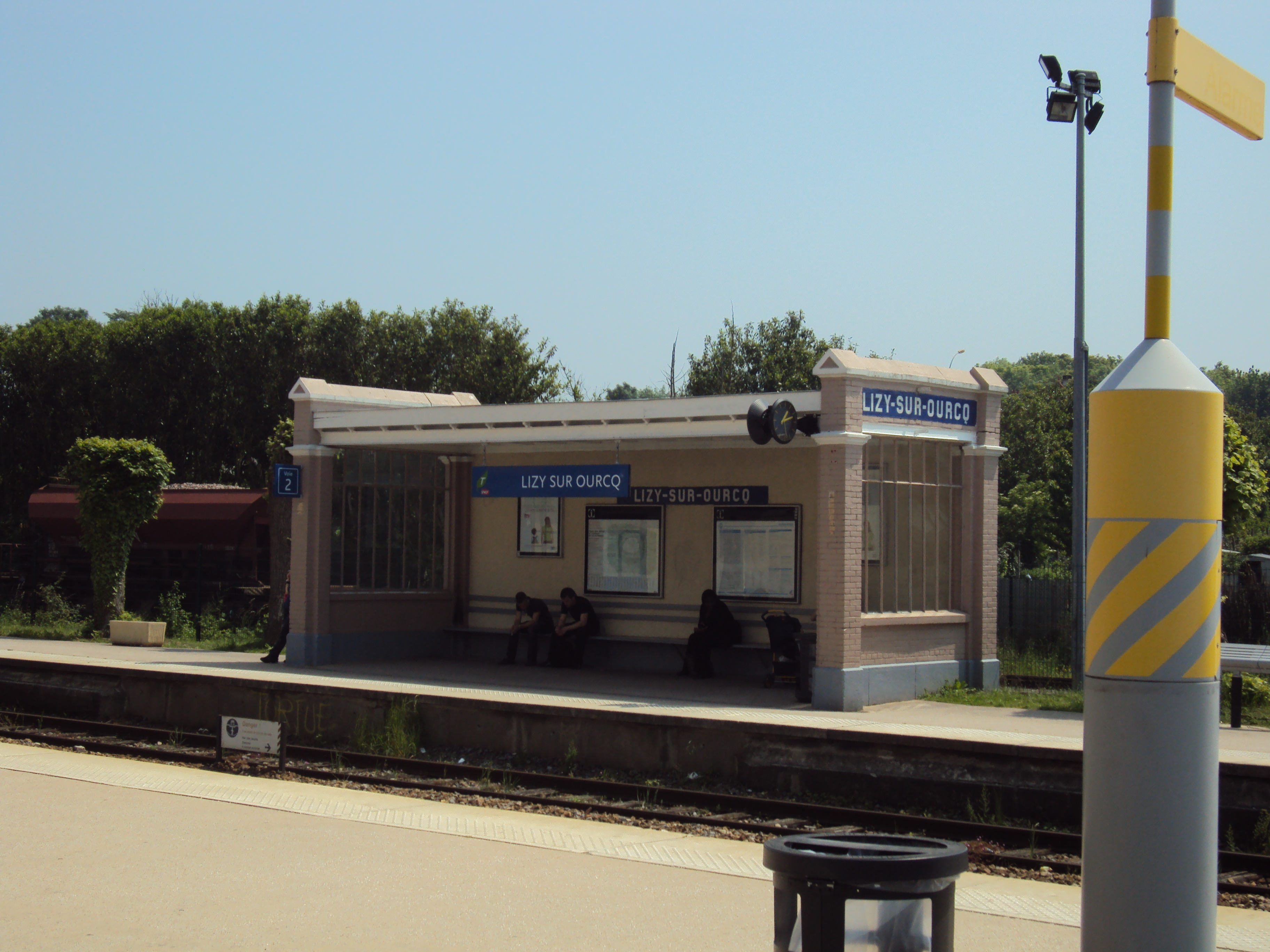
Abri de quai.
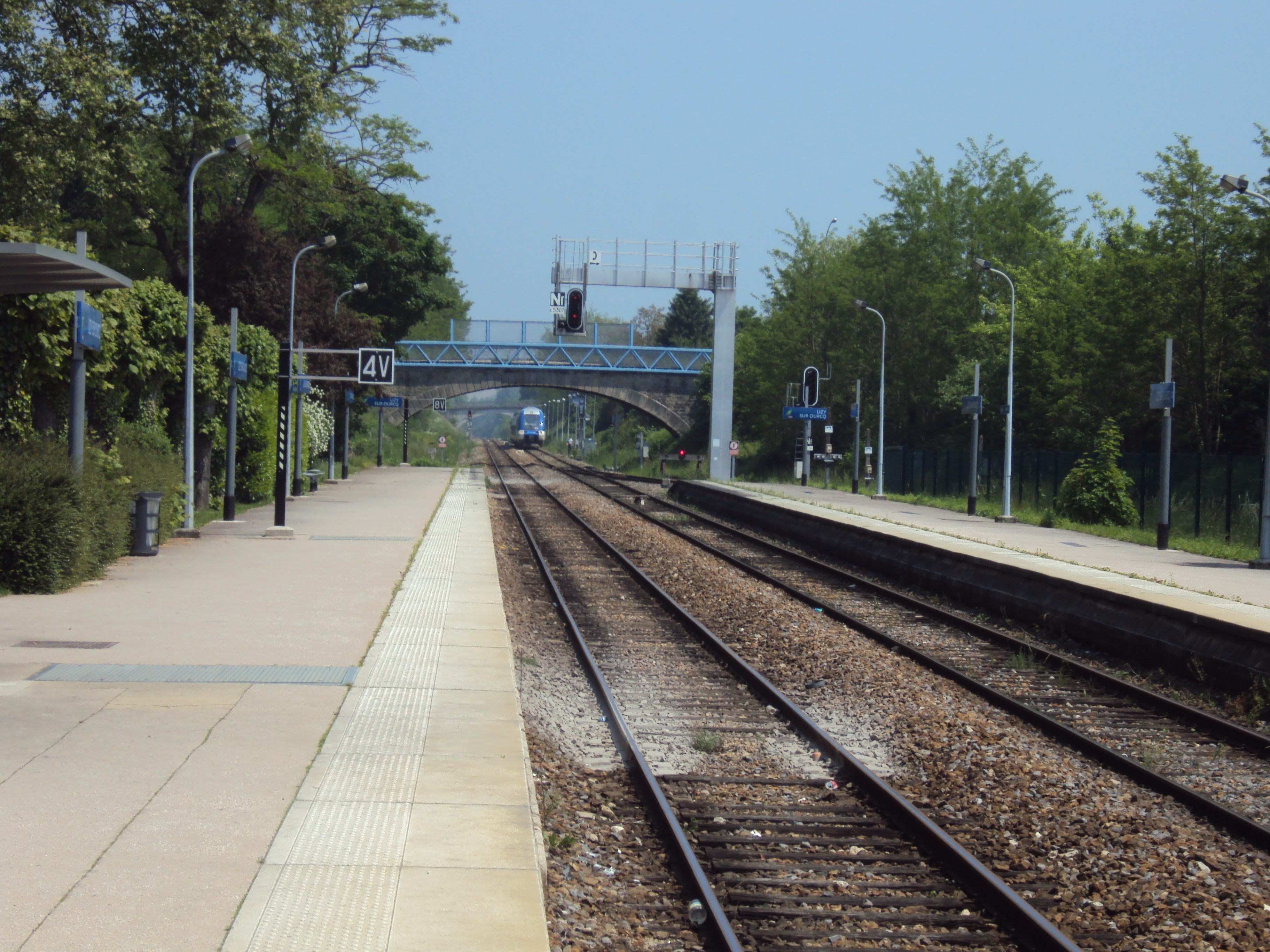
Voies et quais.
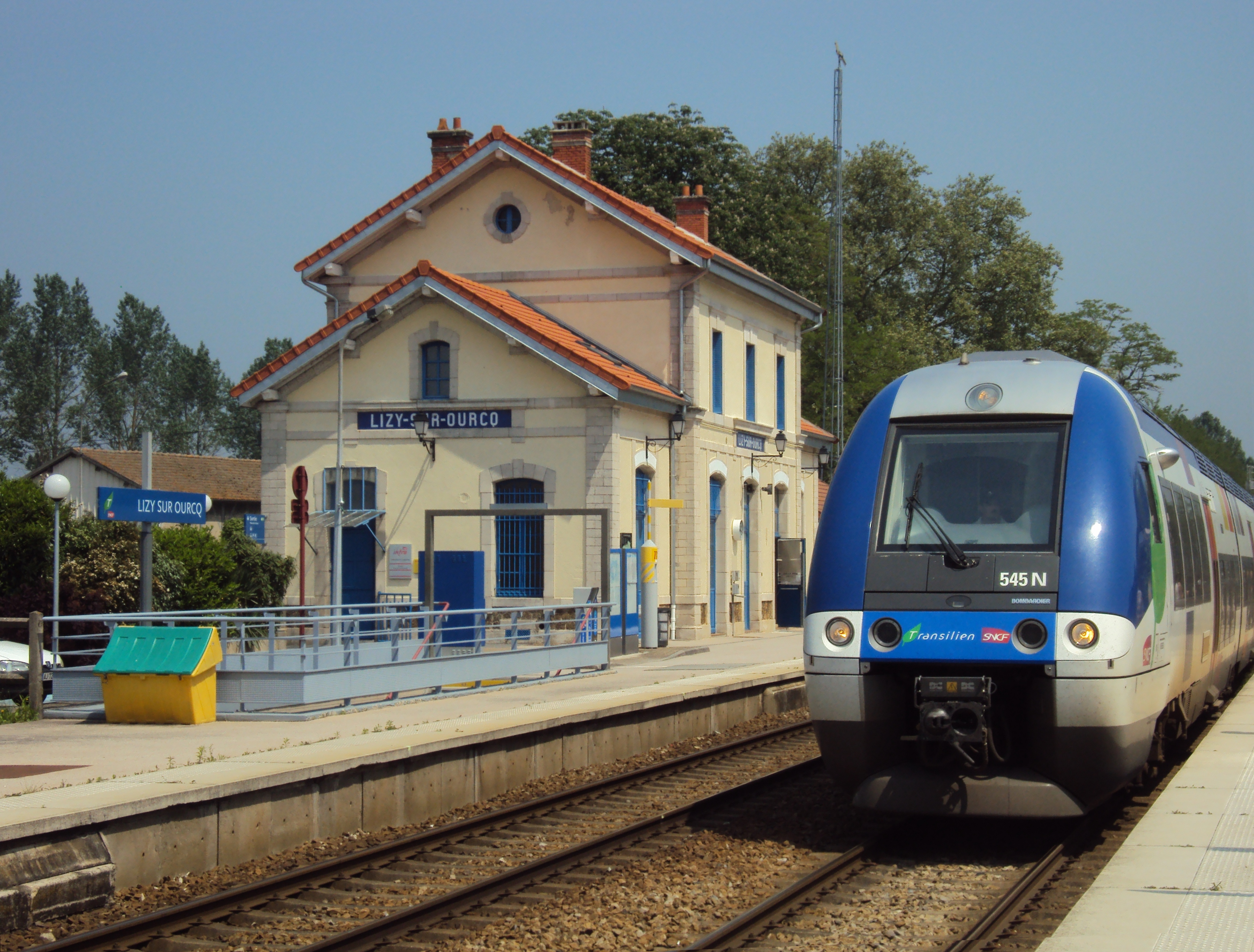
Desserte Transilien.